# Korytarz

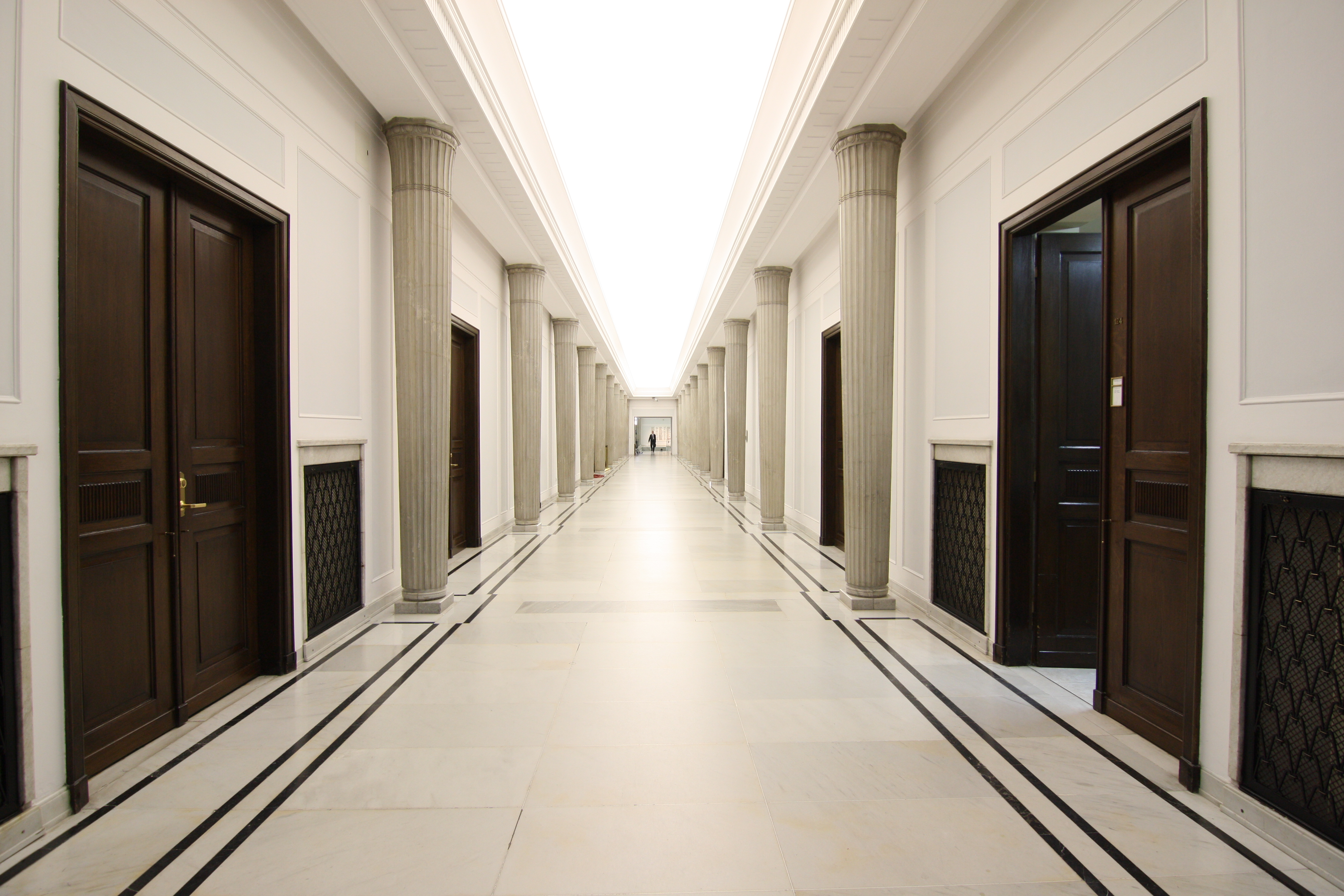
Korytarz w Sejmie

Korytarz – długie, wąskie pomieszczenie komunikacyjno-użytkowe, łączące ze sobą pozostałe pomieszczenia wewnątrz budynku lub mieszkania.
Pierwotnie korytarze występowały popularnie w klasztorach, zamkach, pałacach, gdzie często posiadały bogatą oprawę architektoniczną (malarską i rzeźbiarską). 